# Sète
Sète is een gemeente in het Franse departement Hérault en de regio Occitanië. De gemeente telde 45.090 inwoners op 1 januari 2022.
Sète ligt op de schoorwal die het Étang de Thau, een lagunemeer, scheidt van de Middellandse Zee. In dit karakteristieke havenstadje komt tevens het Canal du Midi uit in de Middellandse Zee.

## Geschiedenis

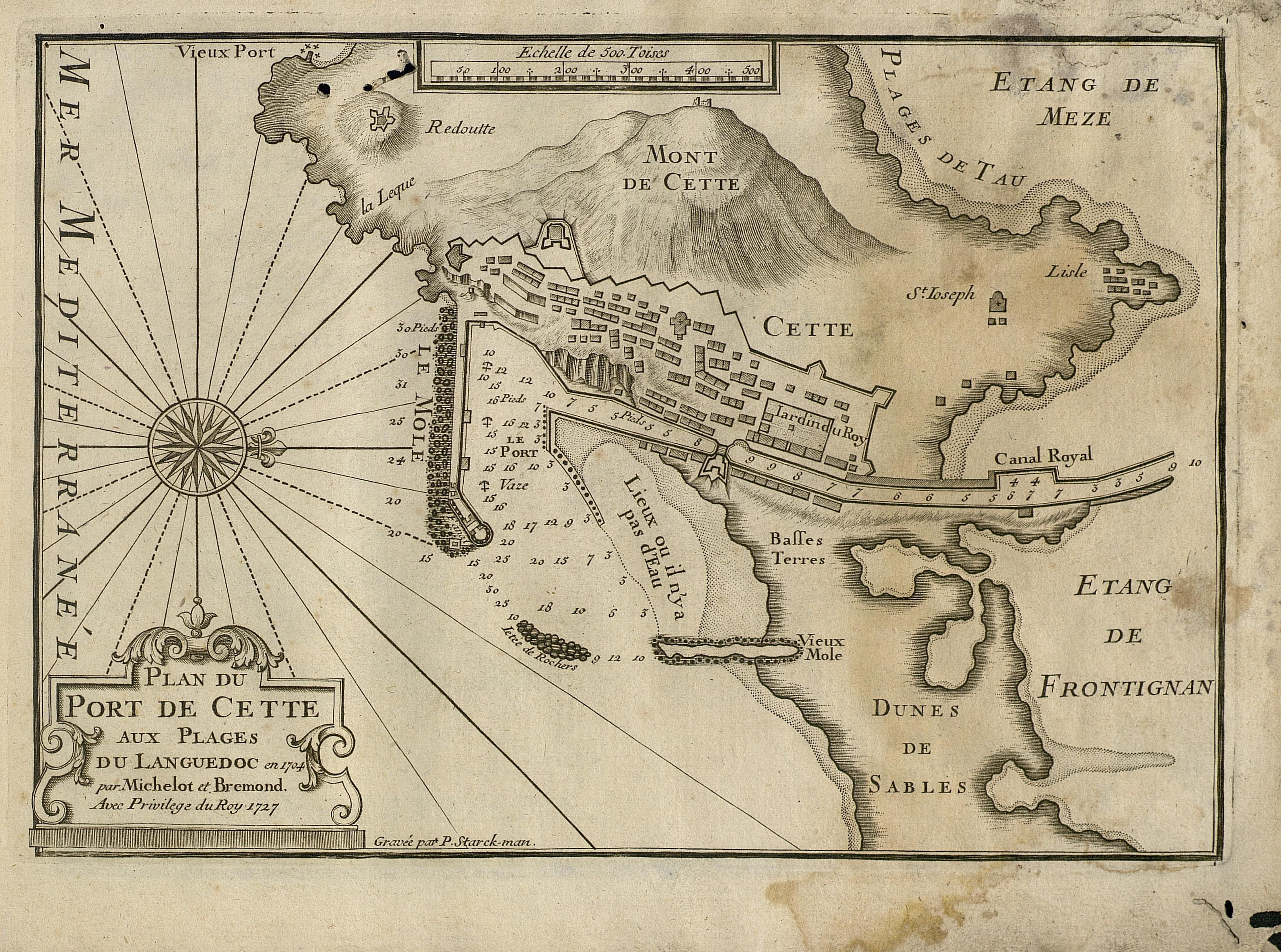
Sète in 1727

De huidige naam is in 1928 vastgesteld, voordien kwam Cette het meest voor. De naam van de stad zou verwijzen naar een walvis, zoals bij Ceuta. 
Tot het einde van de 16e eeuw was Cette een kleine vissersplaats. In 1596 besliste Hendrik I van Montmorency, de gouverneur van Languedoc, om Cette uit te bouwen tot een haven. Maar de werken, toevertrouwd aan Jean Donnat en Pierre d'Augier, vielen in 1605 stil door geldgebrek. In 1666 werden de werken hernomen op initiatief van minister Jean-Baptiste Colbert. Ingenieur Louis Nicolas de Clerville liet een verbinding graven tussen de lagune en de zee en liet een eerste pier in zee bouwen. Deze pier werd nog vergroot in de 18e eeuw. Pierre-Paul Riquet koos Cette uit als plaats waar het Canal du Midi zou uitmonden in zee. Op 25 juli 1710 kon een Engelse vloot de stad innemen, tot ze enkele uren later door een Franse troepenmacht werd verdreven. Als gevolg hiervan werden verschillende forten gebouwd om de haven te beschermen.
In de 19e eeuw bloeide de haven dankzij de handel in wijn, hout, granen, ijzer en zwavel. Voor het transport van houten tonnen was Cette de belangrijkste haven ter wereld. In de jaren 1880 werd de haven uitgebreid. De bevolking verdriedubbelde tussen 1820 en 1870. Er was een instroom van arbeidsmigranten uit Italië en de bebouwing verspreidde zich naar de oevers van de lagune.
Na de Tweede Wereldoorlog werd de vissershaven verplaatst naar de oude haven, bij de vismijn. In de jaren 1980 werd de haven aangepast voor het goederenvervoer en om cruiseschepen te kunnen ontvangen. En in 1994 werd een nieuwe jachthaven geopend bij het treinstation.

## Economie en vervoer
De haven van Sète is een van de grootste vissershavens van de Middellandse Zee. In de haven zijn er onder meer veerdiensten naar de haven van Nador in Marokko.
In de gemeente ligt spoorwegstation Sète.

## Geografie
De oppervlakte van Sète bedroeg op 1 januari 2022 24,21 vierkante kilometer; de bevolkingsdichtheid was toen 1.862,5 inwoners per km².
De onderstaande kaart toont de ligging van Sète met de belangrijkste infrastructuur en aangrenzende gemeenten.
Sète ligt op de schoorwal (Lido) die het Étang de Thau scheidt van de Middellandse Zee. Het hoogste punt van de gemeente is de Mont Saint-Clair (183 m). Op deze heuvel ligt het beschermde bosgebied Forêt domaniale des Pierres Blanches.

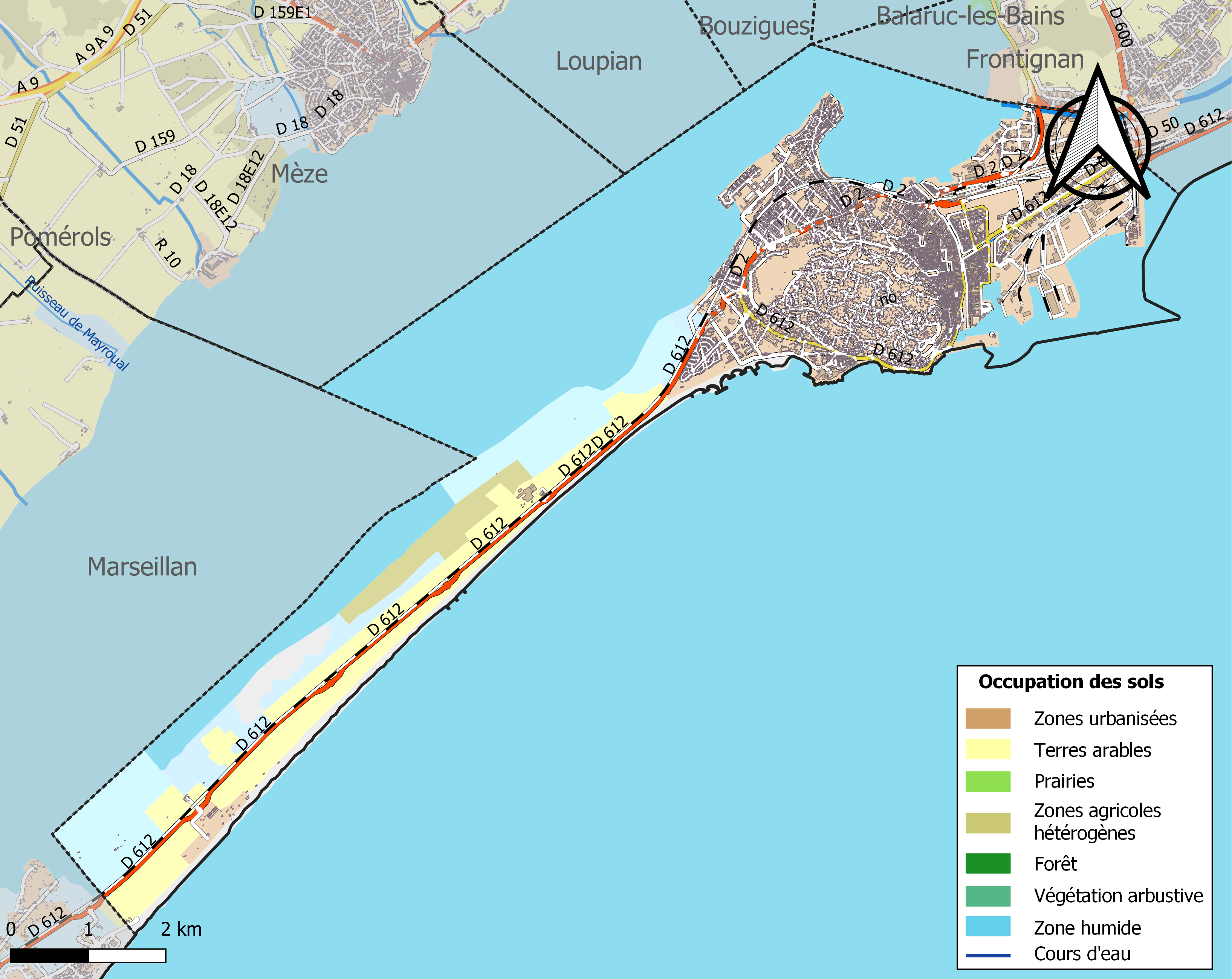

## Demografie
Onderstaande figuur toont het verloop van het inwoneraantal van Sète vanaf 1962.

## Bezienswaardigheden
Bezienswaardigheden zijn:
- Mont Saint-Clair met op de top de kapel Notre-Dame de la Salette
- Visserskerkhof, aan de voet van de Mont Saint-Clair

En de musea:
- Musée Paul-Valéry
- Musée international des arts modestes (MIAM), geopend in 2000
- Centre Régional d'Art Contemporain

In de zomermaanden worden historische steekspelen gehouden in Sète met als hoogtepunt 25 augustus, de feestdag van de heilige Lodewijk.
Sète vormde de setting voor meer dan 60 films, van Pépé le Moko uit 1937 van Julien Duvivier tot Mektoub my love: canto uno, een film waarin een groepje jongeren in het jaar 1994 hun vakantie ten volle beleven in deze badstad.

### Afbeeldingen

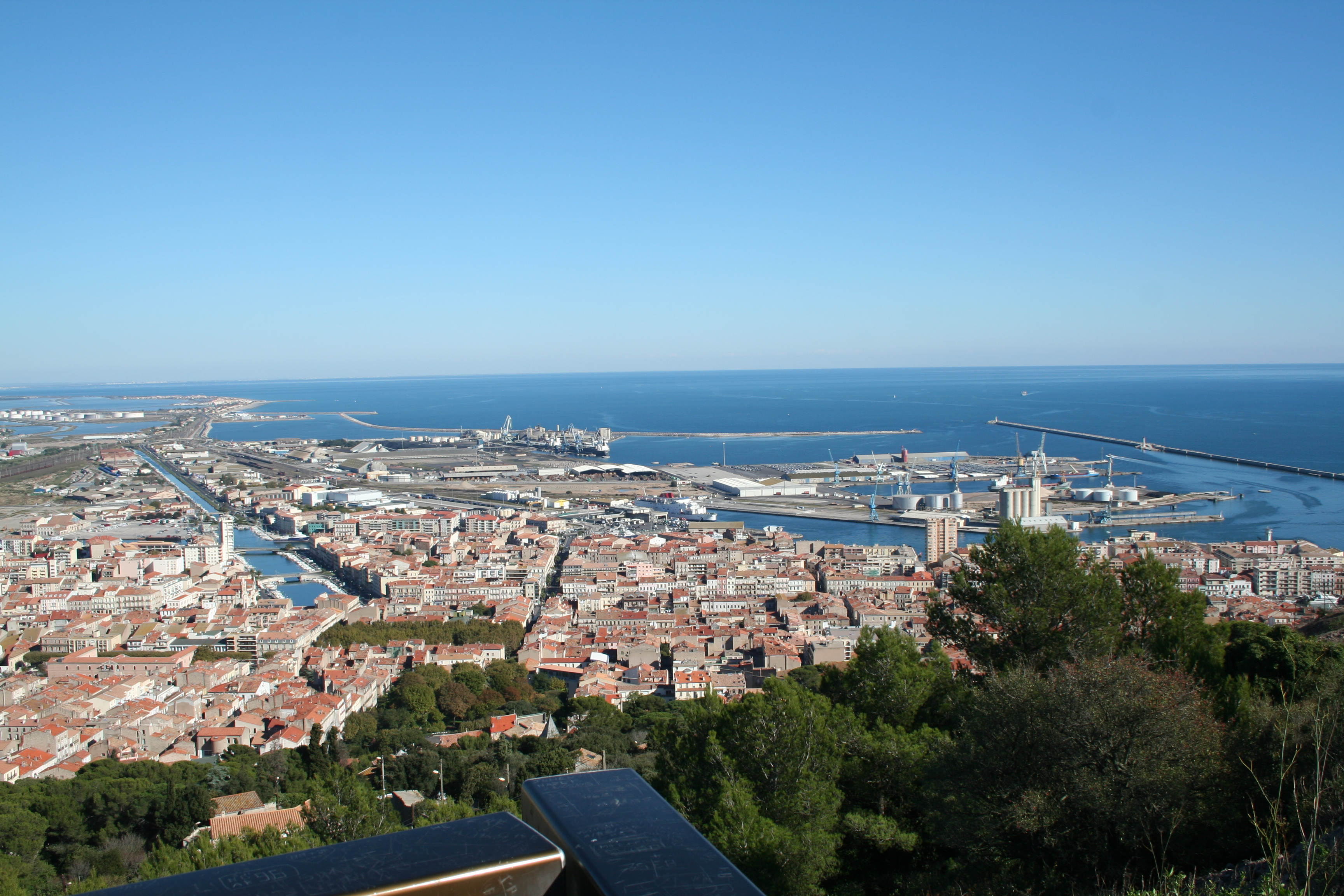
Gezicht op de haven
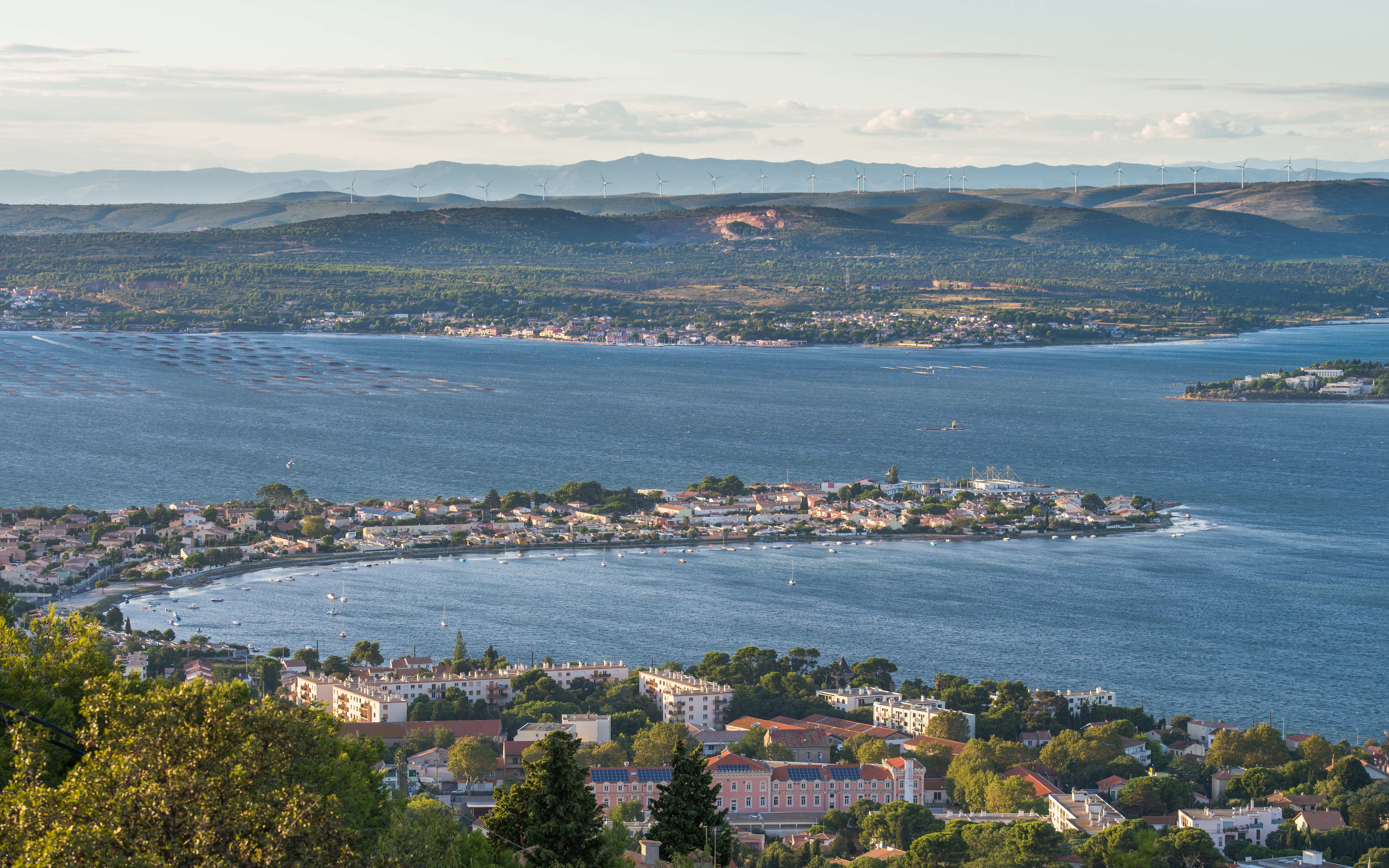
Étang de Thau
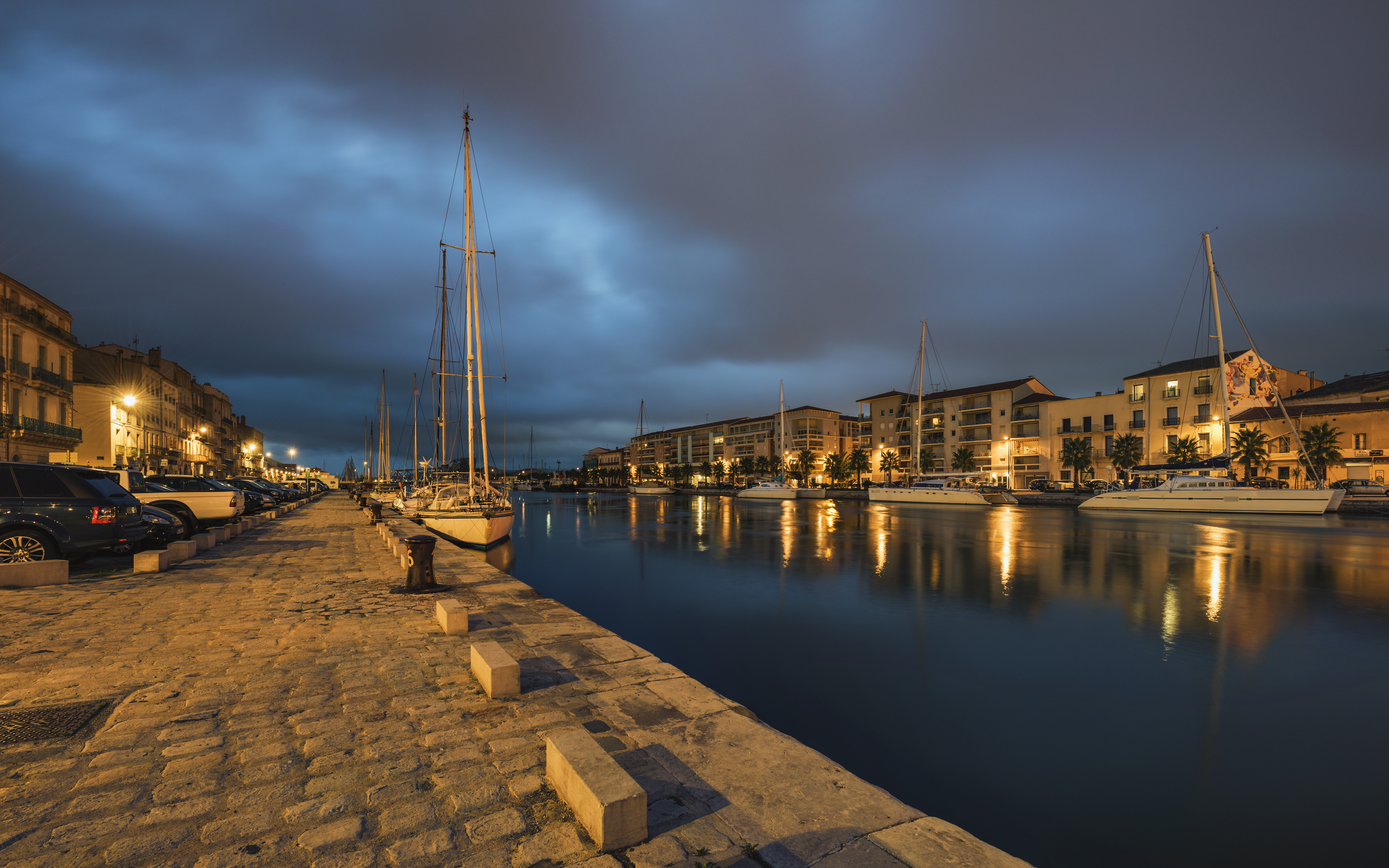
Quai de la République
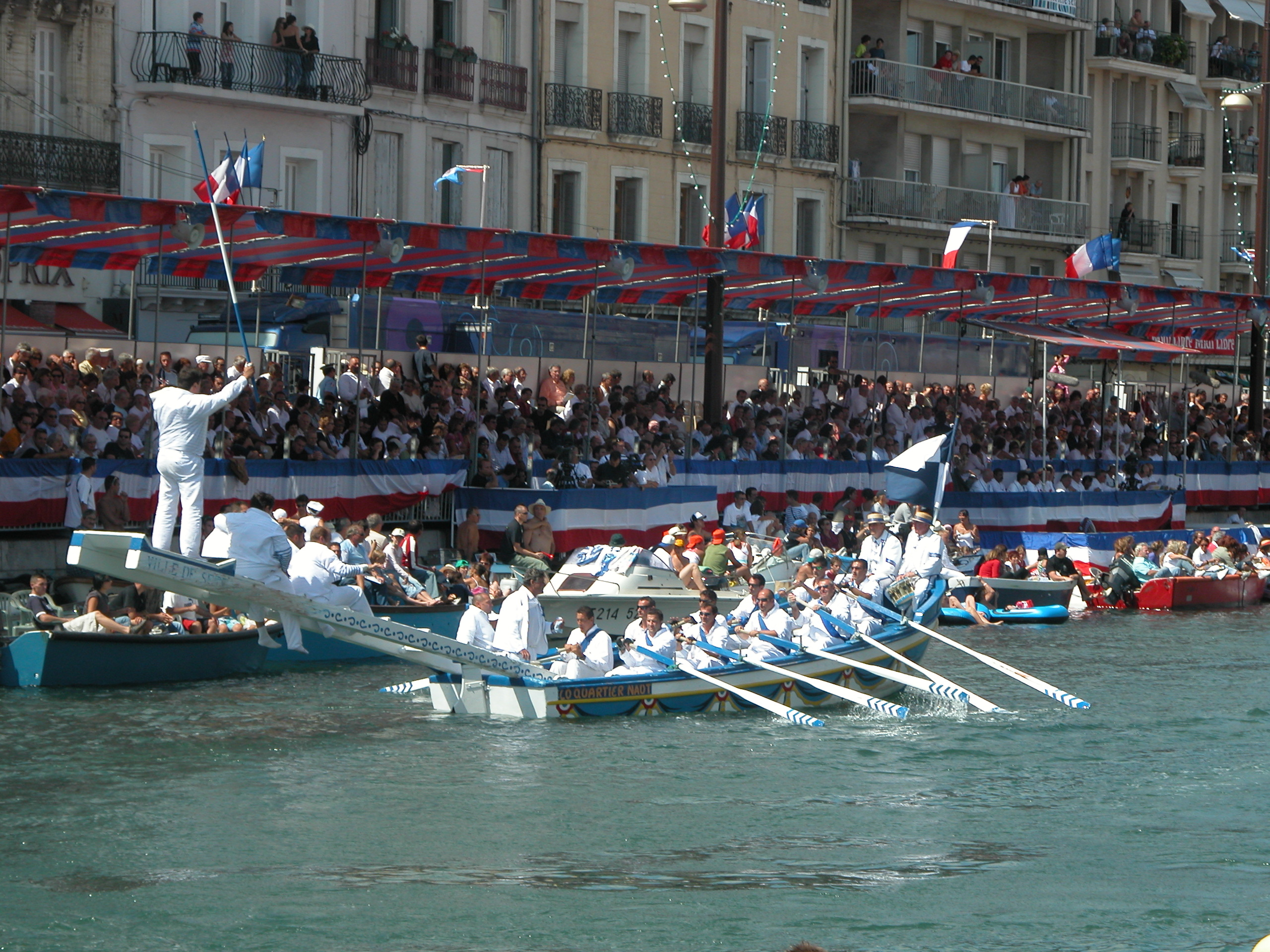
Fêtes de Saint-Louis, steekspelen op het water
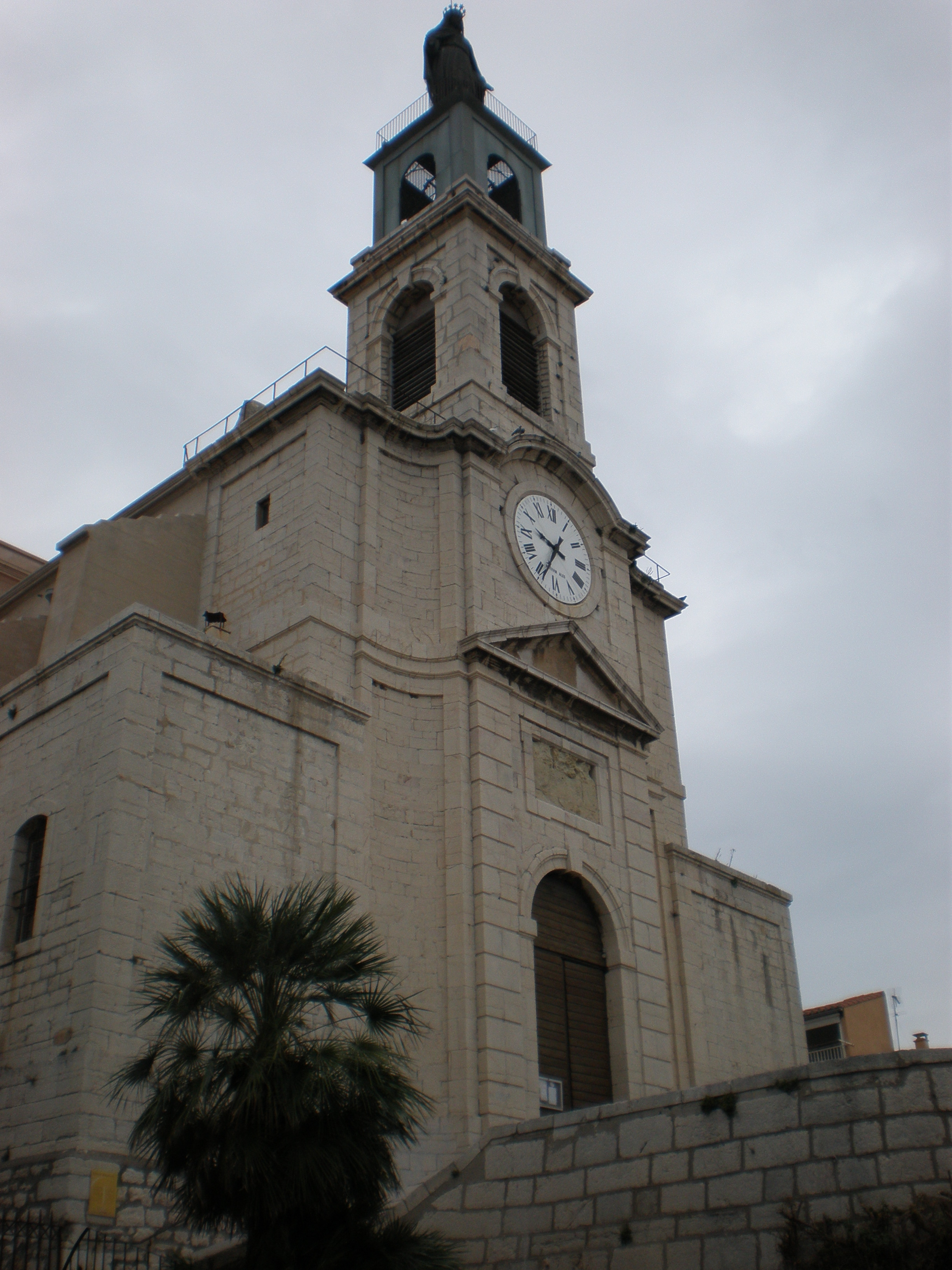
Kerk Saint-Louis
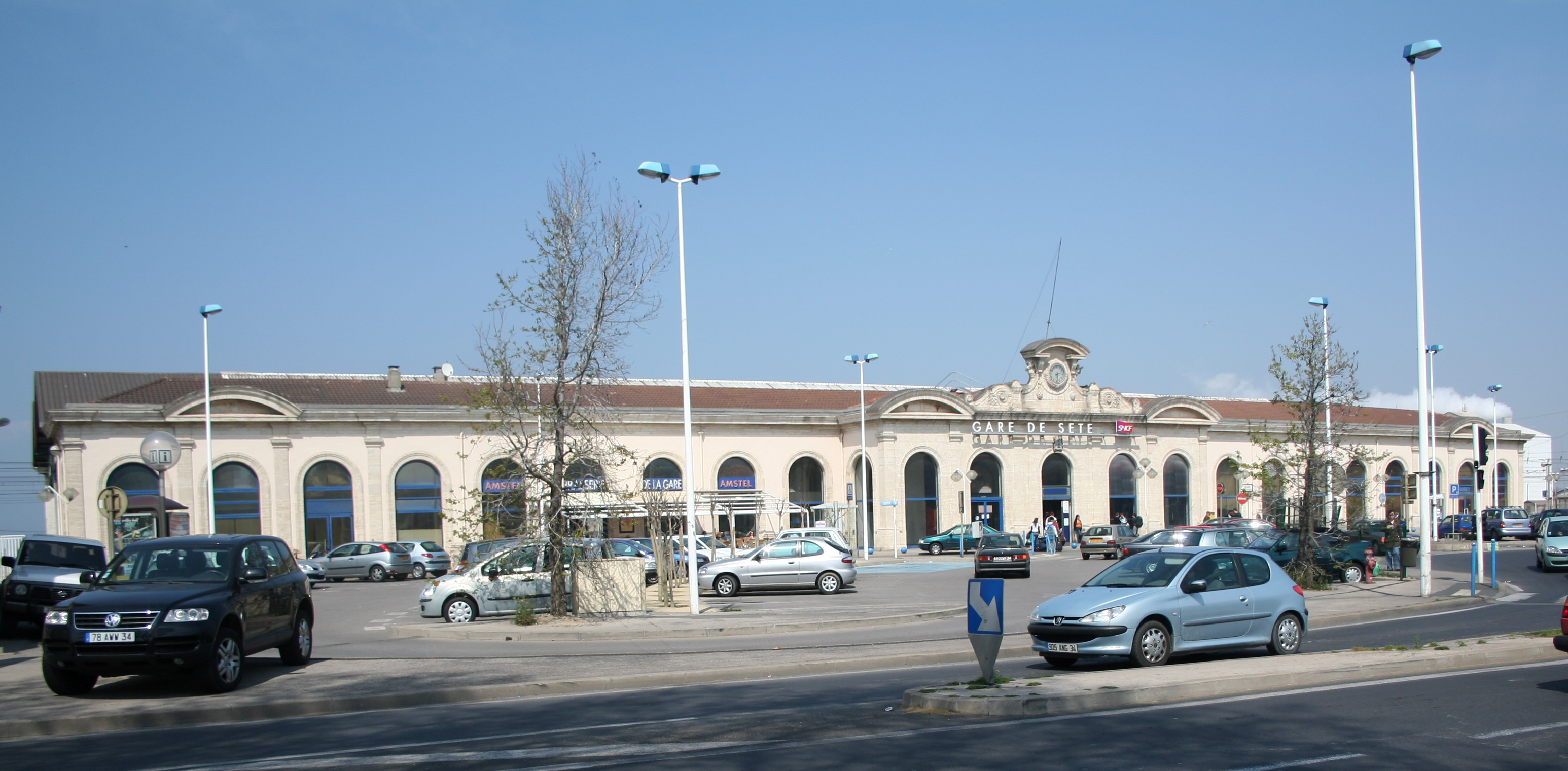
Station

## Sport
Sète was twee keer etappeplaats in de wielerkoers Ronde van Frankrijk. De ritwinnaars in Sète zijn de Belg Georges Vandenberghe (1966) en de Brit Barry Hoban (1967). 
FC Sète is de plaatselijke voetbalclub. 

## Geboren in Sète
- Étienne-Louis Arthur Fallot (1850-1911), arts
- Paul Valéry (1871-1945), dichter, essayist en filosoof
- Paul Durand (1907–1977), dirigent en componist van operettes en filmmuziek
- Jean Vilar (1912-1971), acteur en toneelregisseur
- Georges Brassens (1921-1981), dichter, chansonnier
- Manitas de Plata (1921-2014), zigeunergitarist
- Jean-Marie Winling (1947), acteur
- Fanny Biascamano (1979), zangeres
- Laurent Vidal (1984-2015), triatleet
- Adrien Regattin (1991), Frans-Marokkaans voetballer
- Andy Delort (1991), voetballer
- Yann Bodiger (1995), voetballer